# 페루의 경제
페루의 경제는 세계은행이 분류한 높은 수준의 대외 무역과 상위 중간 소득 경제로 특징지어지는 사회적 시장경제이다. 페루는 총 GDP에서 세계 47위의 경제 규모를 가지고 있으며, 현재 높은 인간 개발 지수를 경험하고 있다. 2012년 GDP 성장률은 6.3%로 세계에서 가장 빠른 경제 성장률을 보였다.  2021년에는 페루의 코로나19 범유행으로 경제가 9.3% 성장할 것으로 예상되었다. 페루는 주요 무역 파트너들과 다수의 자유 무역 협정을 체결했다. 중국은 2009년 4월 28일 체결된 중국-페루 자유 무역 협정에 따라 국가의 최대 무역 파트너가 되었다. 2006년 미국, 2011년 일본, 2012년 유럽 연합과 자유 무역 협정이 추가로 체결되었다. 리마는 무역과 산업이 중심화되어 있고 농업 수출은 지역 발전을 이끌고 있다.
페루의 경제는 상품 수출에 의존하고 있어 국제 시장의 가격 변동성으로 인해 경제가 위험에 처해 있다. 최근 수십 년간 경제는 다각화되기 시작했다. 이러한 상품의 추출은 환경적, 사회적 영향 때문에 국가 내 갈등을 불러왔다. 1980년대에 시작된 페루는 1980년대 초반 경기후퇴와 페루의 내부 갈등의 결과로 경제적 어려움에 직면했다. 알란 가르시아 정부는 초인플레이션을 초래한 가격 통제를 시행했다. 이에 대응하여 페루군은 빈곤한 페루인들을 "완전한 몰살"하여 신자유주의 시장 경제를 창출하기 위한 작전인 플랜 베르데를 초안했다. 이는 알베르토 후지모리의 권위주의 정부가 경제학자 에르난도 데 소토의 처방과 별도로 "후지쇼크(Fujishock)"라고 알려진 시기에 시행한 것으로 알려져 있다. 이 충격으로 가격 통제가 중단되고, 공공기관 민영화가 이루어졌으며, 규제 철폐를 통한 외국인 투자 촉진도 이루어졌다. 후지모리 정부의 경제 조치와 페루 내 정치적 폭력에 대한 잔인한 탄압은 페루를 경제적으로 안정시켰다. 한편, 이러한 정책들은 가난한 사람들의 고통을 증가시켰으며 빈곤율을 바꾸는데 큰 역할을 하지 못했다. 그들은 양극화된 유산을 남겼다. 페루는 2000년대 원자재 붐 이후 정부 재정 개선, 빈곤 감소, 사회 부문의 진보와 함께 더 최근에 발전의 증가를 경험했다. 빈곤은 특히 2004년 거의 60%에서 2018년 20.5%로 크게 감소했다. 2012년 인플레이션은 1.8%로 라틴 아메리카에서 가장 낮았고, 가장 최근의 연간 비율은 2020년 1.9%였다.
페루의 경제 실적은 수입과 외채 상환에 필요한 경화를 제공하는 수출에 묶여 있다. 페루의 주요 수출품은 구리, 금, 아연, 직물, 화학, 의약품, 제조업, 기계류, 서비스, 생선류이다. 주요 교역국은 미국, 중국, 브라질, 유럽 연합, 칠레, 일본 등이다. 비록 수출이 상당한 수익을 제공했지만, 자급자족 성장과 보다 평등한 소득 분배는 어려운 것으로 입증되었다. 페루 국내총생산의 59.9%를 서비스업이 차지하고 있으며, 산업 (32.7%), 농업 (7.6%)이 그 뒤를 잇고 있다. 최근의 경제 성장은 투자와 소비 증가뿐만 아니라 거시 경제 안정, 교역 조건 개선으로 인해 가속화되었다.

## 부문

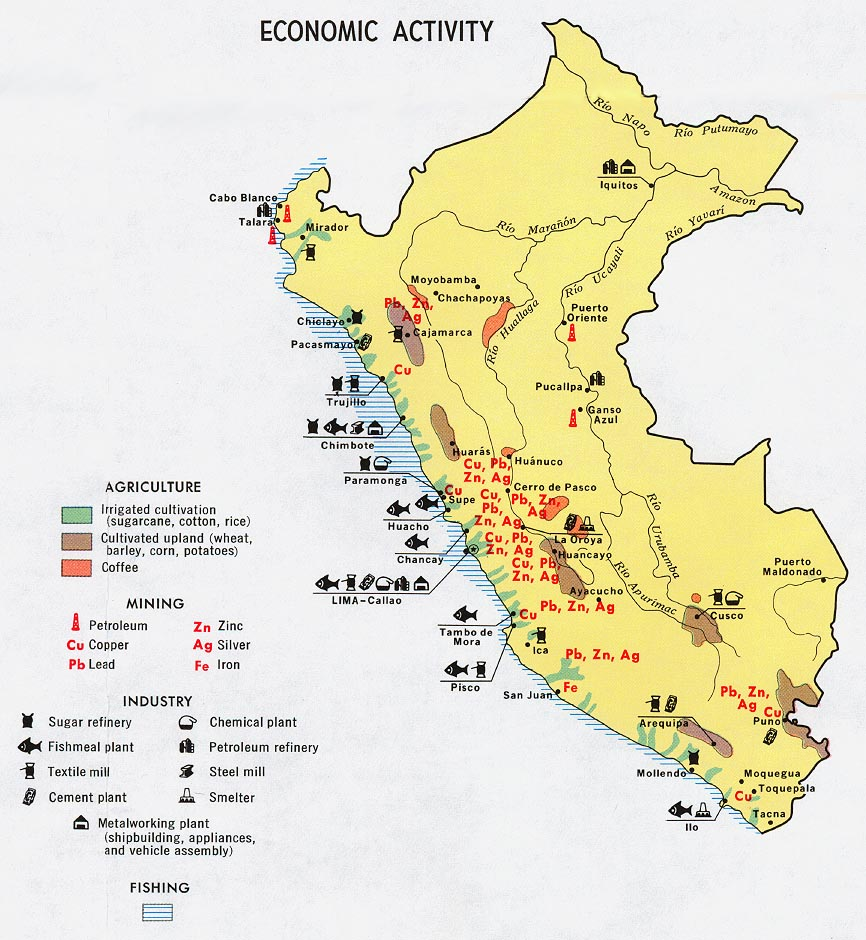
1970년대 페루의 경제 활동

### 농업
페루는 많은 기후와 지리적 지대를 가진 나라이기 때문에 매우 중요한 농업 국가이다. 페루 농산물 수출은 높은 평가를 받고 있으며 아티초크, 포도, 아보카도, 망고, 고추, 사탕수수, 유기농 커피, 프리미엄급 면화 등이 포함된다.
페루는 아보카도, 블루베리, 아티초크, 아스파라거스의 5대 생산지 중 하나이며, 커피와 코코아의 10대 생산지 중 하나이며, 감자와 파인애플의 15대 생산지 중 하나이며, 또한 포도, 사탕수수, 쌀, 바나나, 옥수수, 카사바의 상당한 생산지이다.
2018년 페루는 사탕수수 1030만 톤, 감자 510만 톤, 쌀 350만 톤, 바나나 220만 톤, 옥수수 150만 톤, 카사바 120만 톤, 팜유 92만1000 톤, 포도 64만5000 톤, 파인애플 54만8000 톤, 아보카도 5만4000 톤, 귤 48만2000 톤, 오렌지 천 톤, 커피 36만 9천 톤, 망고 38만 3천 톤, 아스파라거스 36만 톤, 레몬 27만 톤, 토마토 25만 2천 톤, 보리 20만 7천 톤, 밀 19만 5천 톤, 올리브 18만 8천 톤, 당근 187만 톤, 파파야 17만 5천 톤, 후추 17만 5천 톤, 후추 154천 톤, 154 아르티초크 1000톤, 사과 14만톤, 코코아 13만4천톤, 기타 농산물의 소규모 생산품을 생산했다.

### 산업 및 서비스

#### 추출

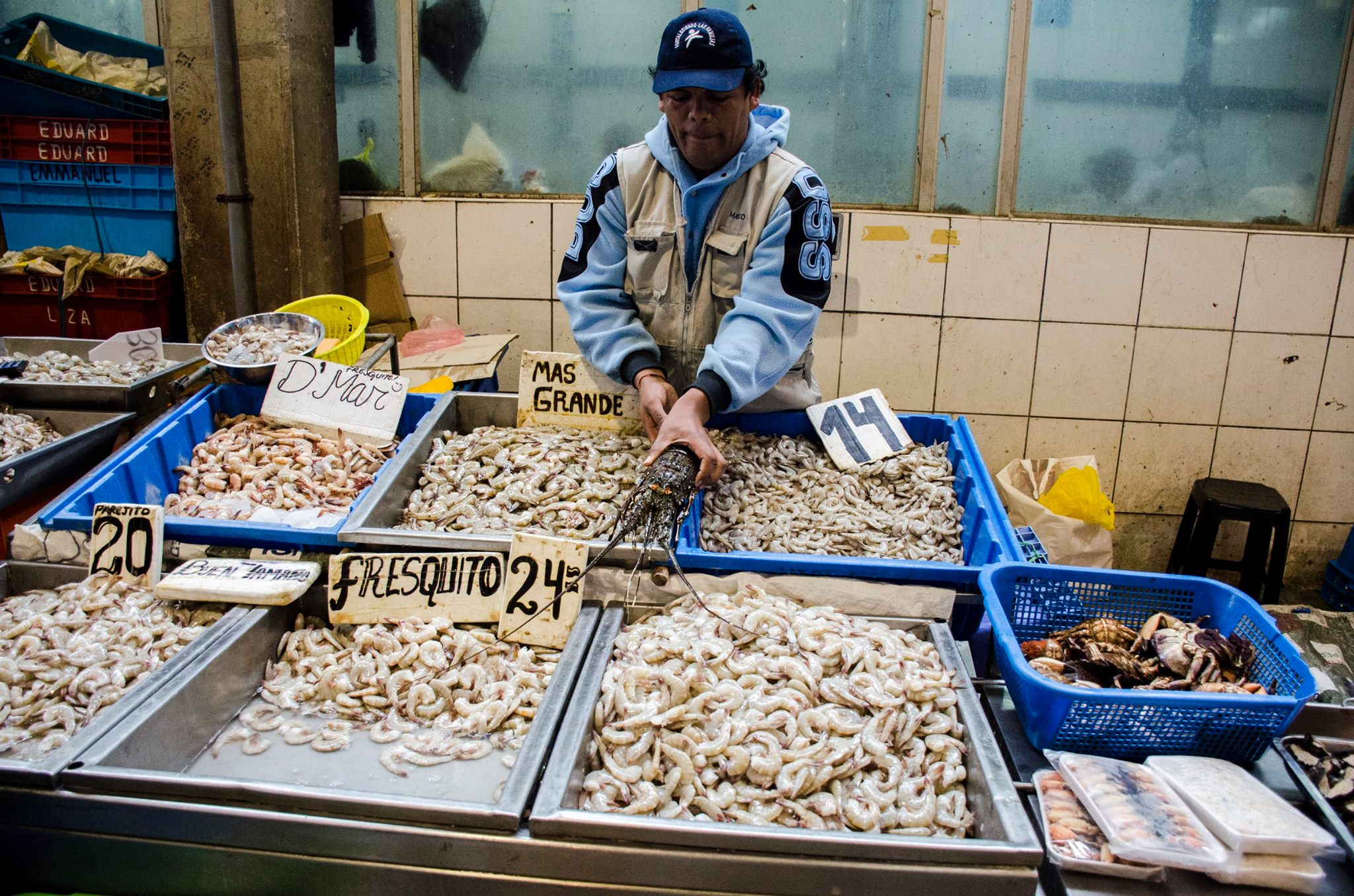
페루의 어시장

어업은 전 세계 물고기 어획량의 거의 10%를 생산하는 국제적인 낚시 지도자이다.
광업은 페루 경제의 주요 기둥이다. 2019년 세계 구리 및 은 생산량 2위, 금 생산량 8위, 납 생산량 3위, 아연 생산량 2위, 주석 생산량 4위, 붕소 생산량 5위, 몰리브덴 생산량 4위였다. 이 나라는 한때 세계 최대의 은 생산국이었으나 멕시코에 자리를 내주었다. 그곳은 또한 세계 5대 금 생산국 중 하나였다.

#### 제조업
페루는 중공업 분야를 발전시켰다. 이 부문은 현재 국내총생산(GDP)의 23%를 차지하고 있으며 광업, 어업, 농업, 건설, 섬유업과 밀접한 관련이 있다. 제조업은 부가가치 이점을 얻기 위해 주로 가공업에 전념하고 있다. 가장 유망한 분야는 섬유, 금속역학, 식품산업, 농업, 제조업, 화학, 제약, 기계, 서비스업이다.

#### 서비스
관광업은 1990년대 초부터 페루의 새로운 성장 산업을 대표해 왔으며 정부와 민간 부문은 페루의 관광지를 증진시키기 위해 상당한 에너지를 쏟고 있다.

### 천연 자원
페루의 천연 자원은 구리, 은, 금, 목재, 물고기, 철광석, 석탄, 인산염, 포타시, 천연 가스이다.

## 대외무역 및 투자

### 외국인 투자 및 국제수지

#### 대외무역 및 국제수지

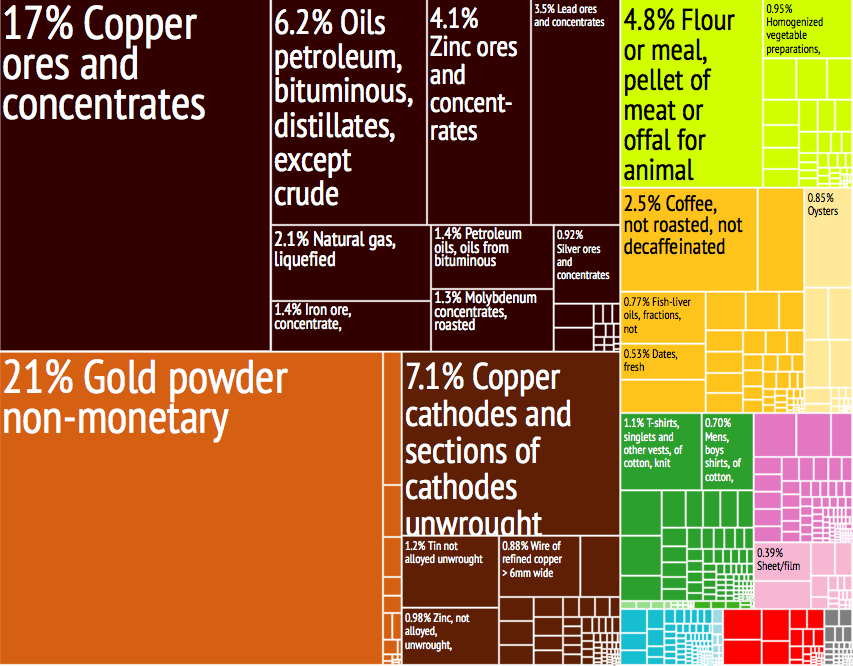
페루의 제품 수출을 28가지 색상 코드 범주로 나타낸 그래픽이다.

2001년 경상수지 적자는 GDP의 약 2.2%로 2000년 3.1%에서 감소했으며 무역수지는 소폭 적자를 기록했다. 수출은 71억 1천만 달러로 약간 줄었고 수입은 72억 2천만 달러로 2.1% 감소했다. 1998년 엘니뇨로 큰 타격을 받은 이후 어업 수출이 회복됐고 2001년과 2002년에는 안타미나 동광산 개방으로 광물과 금속 수출이 큰 폭의 증가세를 기록했다. 2002년 중반까지 대부분의 경제 부문이 상승세를 보였다. 몇 년간의 상당한 성장 후에, 민영화와 관련되지 않은 외국인 직접 투자는 2000년과 2001년 그리고 2002년 상반기에 극적으로 감소했다. 2002년 5월 말 현재 해외 순보유액은 91억6000만 달러로 2001년 86억 달러, 2006년 말 170억 달러, 2007년 200억 달러, 2008년 5월 350억 달러보다 증가했다. 페루는 2007년 미국-페루 무역 촉진 협정, 칠레, 캐나다, 싱가포르, 태국, 중국과의 협정을 포함하여 많은 자유무역 협정을 체결했다. 페루는 알란 가르시아 대통령 시절인 2010년부터 미국과 상호 무역협정을 맺고 자국 수출을 개선해 2011년 8월 4700MM 이상 수출에 성공했다.

#### 외국인 투자

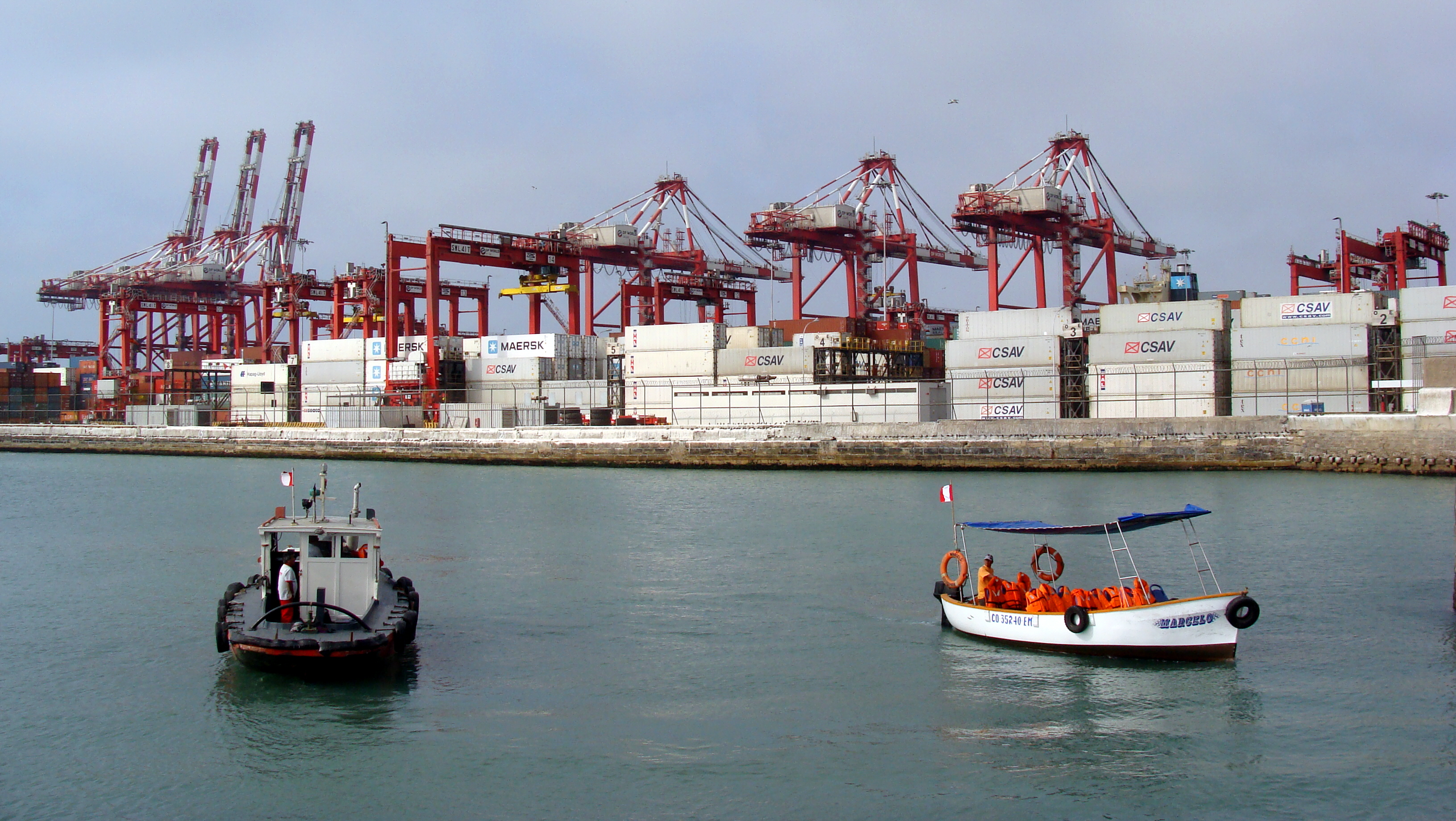
카야오 항구는 페루의 수출입 관문이다.

페루 정부는 적극적으로 모든 경제 부문에서 외국인과 국내 투자를 유치하려고 한다. 국제 투자는 1990년대 페루가 경제적, 사회적, 정치적 안정을 위해 이룬 중요한 진보에 의해 촉진되었지만, 정부가 민영화를 지연시키고 2000년에 정치적 불확실성이 증가함에 따라 다시 둔화되었다. 알레한드로 톨레도 대통령은 투자 촉진을 최우선 과제로 삼았다. 페루는 테러리즘, 초인플레이션, 정부의 경제 개입이 두드러졌지만, 알베르토 후지모리 전 대통령이 이끄는 페루 정부는 이러한 문제들을 통제하기 위해 필요한 조치를 취했다. 그러나 민주주의 제도, 특히 사법부는 여전히 약하다.

## 소득 및 소비
페루는 인구를 5개의 사회경제적 계층으로 나누는데, A는 부자를, B는 중산층, C는 중산층, D는 노동자 계층, E는 빈곤층이다. 2018년 페루의 복잡한 사회 구조 때문에 재정부의 미겔 플라나스는 GDP에 포함되지 않는 불법 무역으로 돈을 버는 계층이 있어 저소득 또는 소외된 빈곤 가정으로 잘못 분류했다.

## 고용
그레이터 리마의 실업률은 5.6%, 페루의 나머지 지역은 7%이다.

## 무역협정
외교통상관광부에 따르면 페루는 페루 수출품의 가장 중요한 시장으로의 접근을 강화하기 위해 무역협정을 협상하기로 결정했다. 미국은 페루 수출업자들이 장기적인 수출 관련 투자에 착수하는 것을 허용하지 않았다.

## 같이 보기
- 페루 솔